# Meidias (Töpfer)

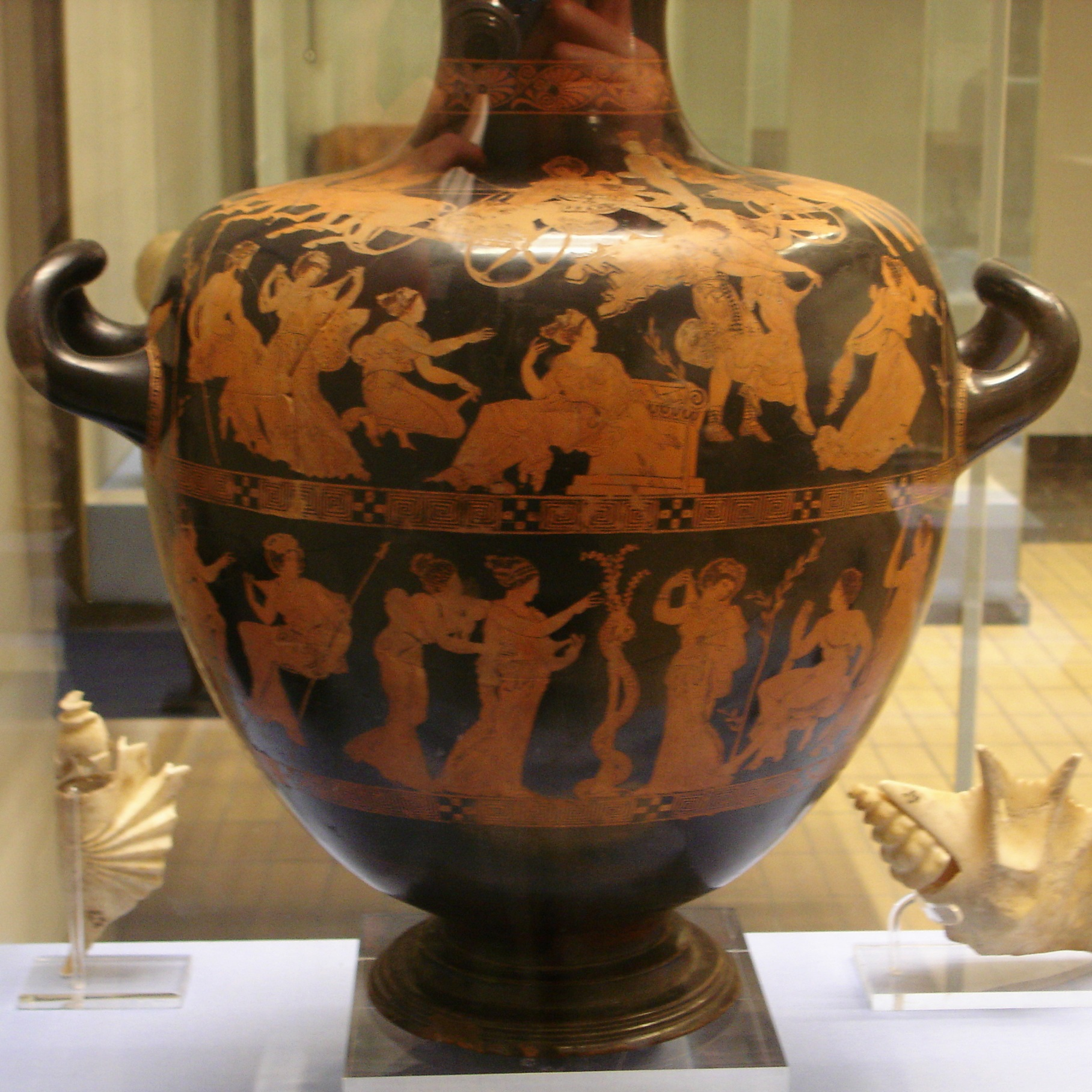
Von Meidias signierte Hydria, London, British Museum E 224

Meidias (altgriechisch Μειδίας) war ein griechischer Töpfer, der am Ende des 5. Jahrhunderts v. Chr. in Athen tätig war.

## Werk
Seine Signatur findet sich einzig auf einer um 410 v. Chr. zu datierenden Hydria aus der ehemaligen Sammlung William Hamiltons, die sich heute im British Museum (Inv. Nr. E 224) befindet. Die Vase wurde von einem Vasenmaler im attisch-rotfigurigen Stil bemalt, der nach ihr den Notnamen Meidias-Maler erhielt. Sie ist mit den Themen „Raub der Leukippiden“ und „Herakles im Garten der Hesperiden“ dekoriert und zeichnet sich in der Form durch die Harmonie der Gefäßteile zueinander aus.

## Rezeption
Die Hydria wurde bereits im 18. Jahrhundert wegen der damals offenen Fragen zu ihrer Herkunft und Ikonographie zu einer der meistdiskutierten griechischen Vasen. Besondere Bekanntheit erlangte sie durch ihre Publikation in Pierre-François Hugues d’Hancarvilles Antiquités étrusques, grècques et romaines, in der sich Abbildungen von ihr befinden. Josiah Wedgwood nahm diese Abbildungen zum Vorbild für die Produktion von Steinzeug in seiner Porzellanmanufaktur, bei der Formen und Dekorationen griechischer Keramik nachgeahmt wurden. Die Beliebtheit dieser Wedgwoodware führte dazu, dass sowohl die Formgebung der Hydria als auch ihre Ikonographie in die verschiedensten Gattungen der Bildenden Kunst des 18. und 19. Jahrhunderts Eingang gefunden haben.